# École de Nîmes
L'École de Nîmes est un mouvement coopératif français, actif surtout dans le sud de la France et animé par des protestants (Auguste Fabre, Édouard de Boyve). 
L'idée est celle d'une coopération émancipatrice, structure d'apprentissage de la démocratie et de l'efficacité économique, permettant d'abolir le régime du profit sans tomber dans l'étatisme. L'idée coopérative sera vulgarisée par un premier congrès à Paris (1885) et par le mensuel (1886) « l’Émancipation », présenté comme un « journal d'économie politique et sociale ». Cette idée est appliquée surtout à Nîmes (Gard) : Charles Gide participe activement à une « Coopérative de consommation », s'intéressant aux problèmes concrets de gestion et de conflits que ces coopératives ont avec le commerce privé. En 1888, l' « association protestante pour l'étude pratique des questions sociales » est créée à Nîmes, avec le pasteur Tommy Fallot comme président et Charles Gide comme vice-président.
Ce principe de solidarité — partagé par des hommes comme Louis Blanc, Henri Marion, Émile Durkheim, Léon Bourgeois — est présenté comme la voie entre libéralisme et marxisme. Cette solidarité « n'est pas comme la liberté ou l'égalité un pur idéal : elle est un fait les mieux établis par la science et par l'histoire, l'interdépendance des hommes va tous les jours en s'accentuant davantage. »